# Заставля
Заста́вля — село в Україні, у Дунаєвецькій міській територіальній громаді Кам'янець-Подільського району Хмельницької області.

## Назва
Назва села походить від назви людей за місцем проживання «заставці» — «ті, що живуть за ставком».

## Географія
Подільське село Заставля приміське поселення біля Дунаївців, розкинулось на подільській височині в південно-західній частині України. У селі протікає річка Тернава, є ставок. Через Заставля проходить автошлях територіального значення Т 2308, а також поблизу села пролягає автошлях національного значення Н03 Житомир — Чернівці. 

### Клімат
Заставля знаходяться в межах вологого континентального клімату із теплим літом.

## Історія
Село відоме з XVIII століття.
Церква святого Іоана Богослова відома з XVIII століття, розібрана в 1832 році.
Внаслідок поразки визвольних змагань на початку XX століття, село надовго окуповане російсько-більшовицькими загарбниками.
Радянська окупація принесла колективізацію та розкуркулення, мешканці села зазнали репресій.
В 1932–1933 жителі села пережили сталінський голодомор.
З 1991 року в складі незалежної України.
13 серпня 2015 року шляхом об'єднання сільських рад, село увійшло до складу Дунаєвецької міської громади..
17 липня 2020 року, в результаті адміністративно-територіальної реформи та ліквідації Дунаєвецького району, село увійшло до складу Кам'янець-Подільського району.

## Населення
Населення становить 644 особи (2025).

### Мова
У селі поширені західноподільська говірка та південноподільська говірка, що відносяться до подільського говору, який належить до південно-західного наріччя.
Розподіл населення за рідною мовою за даними перепису 2001 року:
| Мова            | Кількість | Відсоток |
| --------------- | --------- | -------- |
| українська      | 748       | 98.94%   |
| російська       | 7         | 0.93%    |
| інші/не вказали | 1         | 0.13%    |
| Усього          | 756       | 100%     |

## Відомі люди

### Народились
- Григор'єв Никифор Олександрович (справжнє ім'я Никифір Олександрович Серветник) (9 лютого 1884 — †27 липня 1919, село Сентове Олександрійського повіту Херсонської губернії, зараз село Родниківка, Олександрівський район Кіровоградська область) — один з лідерів Української Національної Революції, видатний український військовий та громадсько-політичний діяч доби Громадянської війни 1917—1921 років. Кадровий офіцер (штабс-капітан) Російської Імператорської Армії; підполковник Армії Української Народної Республіки (1917); сотник Запорозької дивізії Армії Української Держави (1918); повстанський отаман Степової України (1918), начальник Херсонської повстанської дивізії, полковник Дієвої Армії Директорії Української Народної Республіки та Головний отаман Повстанських військ Херсонщини, Запоріжжя і Таврії (1918—1919); командир 1-ї бригади Задніпровської Української радянської дивізії, начальник 6-ї Української радянської стрілецької дивізії Української Червоної Армії (1919); керівник антибільшовицького повстання на Півдні України та командуючий об'єднаною Українською повстанською армією (1919), самопроголошений Гетьман України (1919).